# Chawkay (distrikt)
Chawkay är ett distrikt i Afghanistan. Det ligger i provinsen Kunar, i den östra delen av landet, 160 kilometer öster om huvudstaden Kabul. Administrativ huvudort är Chawkay.
Distriktet beräknades år 2022 ha cirka 42 000 invånare.